# Legend of Mir 3
The Legend of Mir 3 (koreanisch: 미르의 전설 3, auf Deutsch Die Legende des Drachen) ist ein Sprite-basiertes isometrisches 3D-Massively Multiplayer Online Role-Playing Game (MMORPG), welches von Wemade Entertainment entwickelt wurde. Wie der Vorgänger The Legend of Mir 2 war The Legend of Mir 3 sehr populär in der Volksrepublik China und in Südkorea. Es fand in westlichen Medien Erwähnung, als ein Spieler wegen eines im Spiel seltenen Gegenstands getötet wurde.
Das grundlegende Spielprinzip des Vorgängers "Legend of Mir 2" wurde übernommen. Zu den Änderungen zählen 16-Bit-Grafik, anpassungsfähigere Charaktere, viel größere Karten und ein verbessertes Questsystem.

## Gameplay
Die Spieler müssen, wie in Computer-Rollenspielen üblich, verschiedene Aufgaben (Haupt- und Nebenquests) lösen und Monster mit Waffen oder Magie bekämpfen, sowie zunächst das Jagen von Tieren. Dies können sie alleine oder in Gruppen (bis zu 11 Spieler) tun. Hauptziel ist die Befreiung der Welt von bösen Mächten, die Verteidigung der eigenen Schlösser und die Weiterentwicklung der Helden.

## Besonderheiten
Neben den normalen vier Naturelementen gibt es zusätzlich drei Seelenelemente, die die Charakterangriffs- und Verteidigungsklassen bestimmen. Das Questsystem besteht aus vier verschiedenen Aufgabenarten (Hauptaufgaben, Gildenaufgaben, tägliche Aufgaben und RIES-Quests (Real-time Interactive Event System)).

## Server
Der europäische Server für das Spiel ist am 31. März 2009 seitens des italienischen Betreibers Game Network geschlossen worden. Diese erwarb die Mir-3-Lizenz im Jahre 2006 von Quality Games Online (QGO) in Bradford. 
Den amerikanischen Server für das Spiel stellte iEntertainment bis zur Kündigung seitens der Entwickler Wemade vom 31. Mai 2008 zur Verfügung.
Wemade selbst, wird am 23. April 2009 einen Global Server eröffnen, der für alle offen ist und kostenlos, ganz wie die koreanische Version mit Item-Shop.

## Charaktere

### Warrior
Der Warrior (engl. für 'Krieger') ist eine Nahkampfklasse, die von circa 70 Prozent der Spieler benutzt wird. Er besitzt viel Lebensenergie (engl. Hit Points 'Trefferpunkte') und AC (Verteidigung gegen Nahkampfattacken). Dem gegenüber ist er jedoch nur geringfügig zauberbegabt, was sich in seinen wenigen Manapunkten (engl. Mana Points, die Zauberenergie) und der niedrigen Resistenz gegen magische Attacken (engl. Magic Resistance 'magische Resiszenz') äußert.

### Sorcerer
Der Sorcerer (engl. für 'Zauberer') benutzt vornehmlich Attacken der Elementarmagie. Dazu zählen beispielsweise Frozen Earth ('Gefrorene Erde') und Ice Blades ('Eisklingen'). Zauberer stellen das Gegenstück zum Krieger dar und besitzen daher vergleichsweise niedrige Verteidigungswerte und nur wenig Lebensenergie. Dafür verfügen sie über viele Manapunte und können gegnerischen Zauberangriffen besonders gut widerstehen.

### Taoist
Der Taoist ist eine unterstützende Klasse. Als solcher kann er, einem Priester gleich, verbündete Charaktere heilen, segnen und wiederbeleben. Darauf sind Taoisten jedoch nicht beschränkt. So können sie zusätzlich Talismane und Gifte verwenden. Dies deutet bereits die vielfältigen Ausgestaltungsmöglichkeiten dieser Klasse an. Taoisten spezialisieren sich nämlich nicht eindeutig auf einen guten oder bösen Weg, denn ihnen stehen eigentlich gegensätzliche Fähigkeitenzweige zur Verfügung: Holy und Dark ('heilig' und 'dunkel'). Außerdem können sie Tiere beschwören.
Bezüglich ihrer Charakterwerte stehen Taoisten zwischen den Kriegern und Zauberern. Sowohl ihre körperlichen als auch magischen Fähigkeiten sind ausgewogen.

### Assassin
Eine neue Ninja-artige Klasse, die seit 2008 in der koreanischen Version dieses Spiels existiert und mit der Eröffnung des Global Servers auch für diese Einzug halten wird.